# Keskin (district)
Keskin is een Turks district in de provincie Kırıkkale en telt 21.371 inwoners (2007). Het district heeft een oppervlakte van 1129,2 km². Hoofdplaats is Keskin.
De bevolkingsontwikkeling van het district is weergegeven in onderstaande tabel.
| 1997   | 2000   | 2007   |
| ------ | ------ | ------ |
| 47.907 | 59.150 | 21.371 |